# 조정수
조정수(1969년 5월 2일 ~)는 OB 베어스의 전 야구 선수다.

## 출신 학교
- 광주제일고등학교
- 동국대학교

## 같이 보기
- 1990년 OB 베어스 시즌
- 1991년 OB 베어스 시즌